# فتوح الحرمين (كتاب)

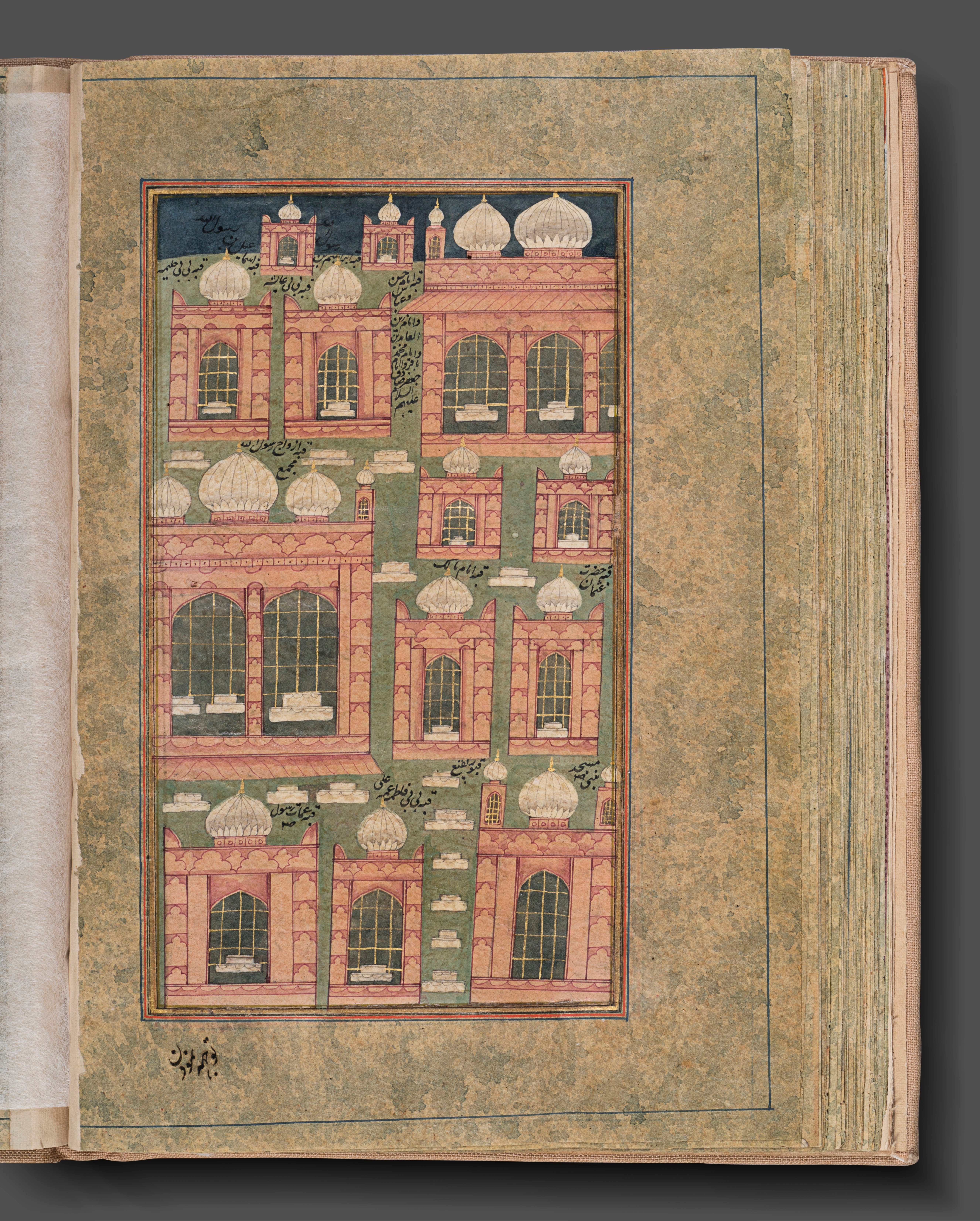
صفحة من أحد أقدم الأمثلة المعروفة لفتوح الحرمين عام 1548 والتي ربما صُنعت في غوجارات. المتحف الوطني، نيودلهي.

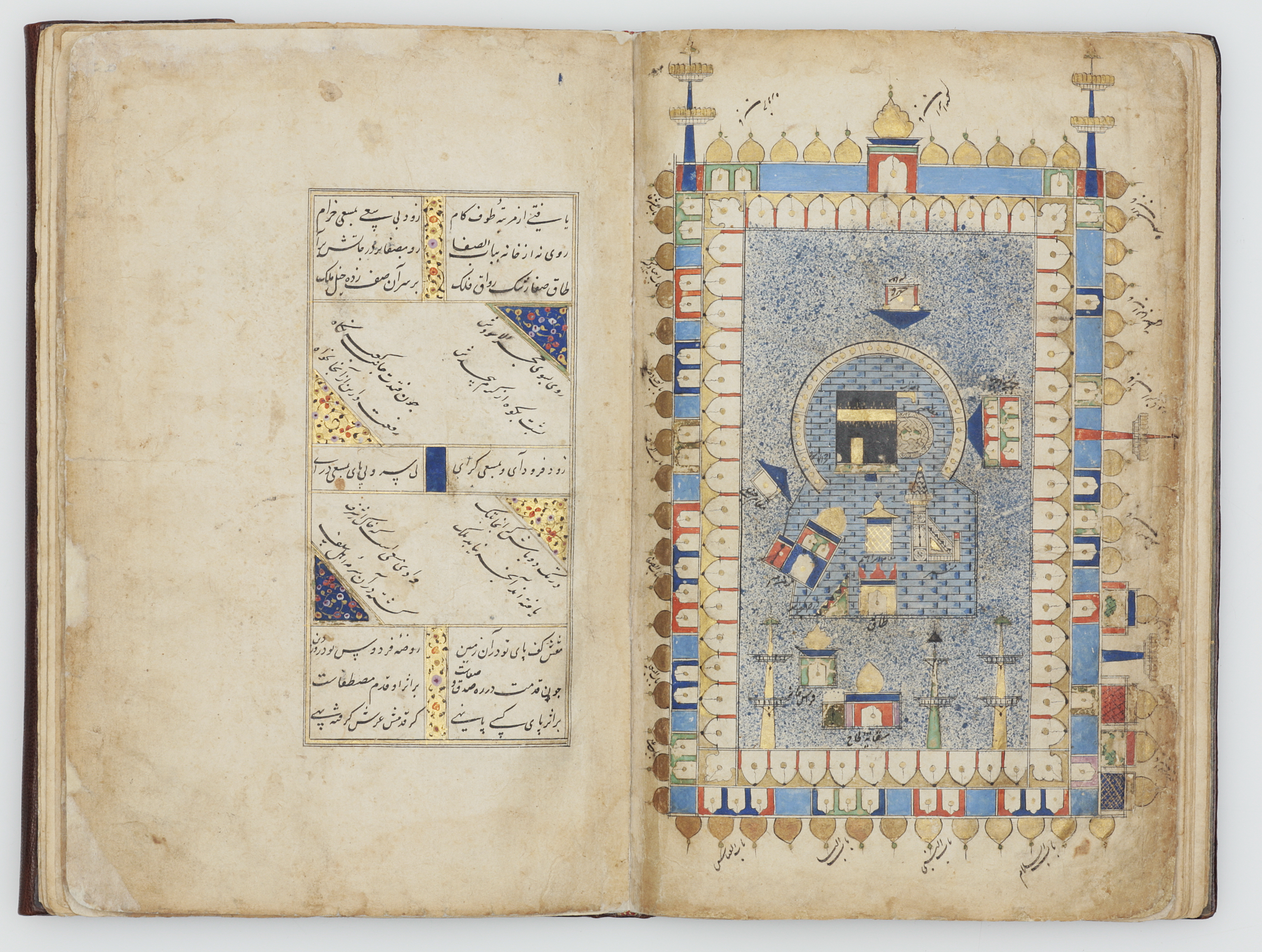
رسم إيضاحي من عام 1582 لفتوح الحرمين يظهر الكعبة داخل المسجد الحرام.

يعتبر فتوح الحرمين ( دليل الحجاج إلى مكة والمدينة) أول دليل إسلامي للحج كتبه محي الدين لاري في الهند عام 1505-1506. أُهدى الكتاب إلى مظفر بن محمود شاه، حاكم ولاية غوجارات. لا توجد نسخ هندية مبكرة مصورة، ولكنها انتشرت لاحقًا في القرن السادس عشر على نطاق واسع في تركيا العثمانية. يصف الكتاب مناسك الحج كاملة بالترتيب، ويصف المواقع الدينية التي يمكن للمرء زيارتها.

## المخطوطات
يوجد أكثر من عشرين مخطوطةمن فتوح الحرمين.
| المؤسسة                        | رقم المخزون     | أصل           | تاريخ                               | بحجم     | ملاحظات |
| ------------------------------ | --------------- | ------------- | ----------------------------------- | -------- | ------- |
| المتحف الوطني، نيودلهي         | 55.73 / 1357    | ولاية غوجارات | 1548                                |          | [ 7 ]   |
| متحف توبكابي سراي              | ر 916           |               | حوالي 1550                          |          | [ 8 ]   |
| متحف توبكابي سراي              | ر 917           |               | حوالي 1550                          |          | [ 6 ]   |
| متحف متروبوليتان للفنون        | 32.131          | ديك رومى      | منتصف القرن السادس عشر              |          | [ 9 ]   |
| متحف متروبوليتان للفنون        | 2009.343        | بخارى         | القرن السادس عشر                    |          | [ 10 ]  |
| مجموعة الخليلي للحج وفنون الحج | MSS 1038        | مكة المكرمة   | 1582                                | 42 صحيفة | [ 11 ]  |
| مكتبة تشيستر بيتي              | لكل 245         | مكة المكرمة   | 1595                                |          | [ 12 ]  |
| مكتبة تشيستر بيتي              | لكل 249         | مكة المكرمة   | أواخر القرن السادس عشر              |          |         |
| متحف أونتاريو الملكي           | 967.270         | مكة المكرمة   | أوائل القرن السابع عشر              |          | [ 13 ]  |
| المكتبة البريطانية             | أو 343          | إيران         | القرن ال 17                         | 41 صحيفة | [ 14 ]  |
| متحف متروبوليتان للفنون        | 2008.251        | الهند         | 1678                                |          | [ 15 ]  |
| المكتبة الوطنية الفرنسية       | 1340 ليرة سورية |               | القرن ال 18                         | 20 صحيفة | [ 16 ]  |
| مجموعة الخليلي للحج وفنون الحج | MSS 1274        | الهند         | الثامن عشر - أوائل القرن التاسع عشر | 40 صحيفة | [ 17 ]  |
| مكتبة جامعة ليدن               | أو. 14.620      |               | غير مؤرخ                            | 45 صحيفة | [ 18 ]  |
| المكتبة الوطنية الفرنسية       | ص 237           | مكة المكرمة   | غير مؤرخ                            |          | [ 19 ]  |